# Oostrozebeke
Oostrozebeke é um município belga da região da Flandres, província da Flandres Ocidental. O município é constituído apenas pela vila de Oostrozebeke propriamente dita. Em 1 de Janeiro de 2006, o município tinha uma população de 7.449 habitantes, uma superfície de 16,42 km² e uma densidade populacional de 448 habitantes por km².

## Coordenadas geográficas
- Latitude:50|55|N|
- Longitude:3|20|E